# Болбено
Болбено (итал. Bolbeno) је насеље у Италији у округу Тренто, региону Трентино-Јужни Тирол.
Према процени из 2011. у насељу је живело 326 становника. Насеље се налази на надморској висини од 574 м.

## Становништво
| 1931. | 1936. | 1951. | 1961. | 1971. | 1981. | 1991. | 2001. | 2011. |
| ----- | ----- | ----- | ----- | ----- | ----- | ----- | ----- | ----- |
| 402   | 324   | 334   | 317   | 297   | 307   | 317   | 330   | 362   |